# Пентеги
Пенте́ги (рос. Пентеги) — присілок в Сарапульському районі Удмуртії, Росія.
Урбаноніми:
- вулиці — Дачна, Зелена, Клубна, Лісова, Молодіжна, Нижня, Шкільна

## Населення
Населення становить 269 осіб (2010, 259 у 2002).
Національний склад (2002):
- росіяни — 95 %